# 墨田区立言問小学校
墨田区立言問小学校（すみだくりつ ことといしょうがっこう）は、東京都墨田区向島5丁目に位置する公立（区立）小学校。

## 概要

### 児童
- 全校児童 : 236人（8クラス）
  - 1年生 - 33人（1クラス）
  - 2年生 - 29人（1クラス）
  - 3年生 - 51人（2クラス）
  - 4年生 - 40人（1クラス）
  - 5年生 - 44人（2クラス）
  - 6年生 - 39人（1クラス）
  - 特別支援学級（内数）- 6人

2019年（令和元年）5月1日現在